# Helsingborgsutställningen 1903

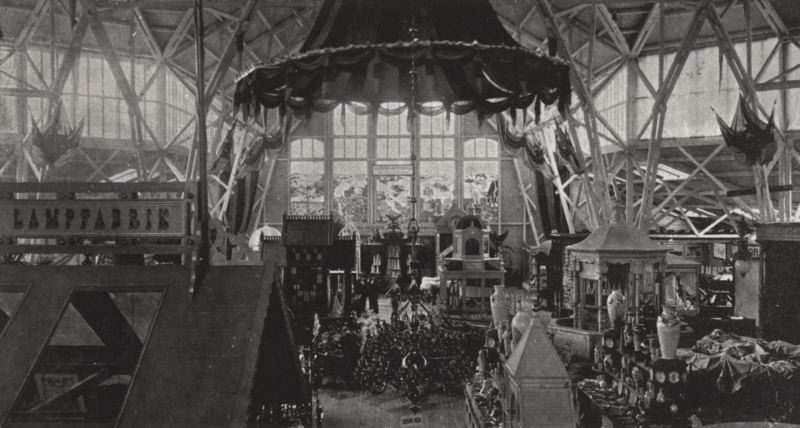
Interiör från Industrihallen.

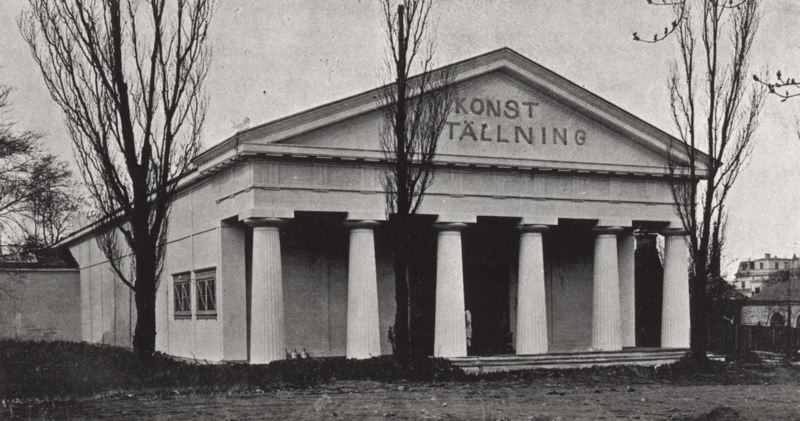
Konsthallen.

Helsingborgsutställningen 1903, egentligen Helsingborgs Industri- och slöjdutställning, var en industri-, konst- och slöjdutställning som hölls i parken Slottshagen, runt det medeltida försvars- och residenstornet Kärnan, i Helsingborg. 

## Historik
År 1903 skulle ett allmänt skånskt lantbruksmöte hållas i Helsingborg, vilket fick pressen i staden att föreslå att detta möte skulle kombineras med en industriutställning. Som svar på detta inleddes ett samarbete mellan arrangörerna för lantbruksmötet tillsammans med Helsingborgs stad och Helsingborgs fabriks- och hantverksförening. När det slutliga beslutet tagits tillsattes en styrelse med Malte Sommelius som ordförande och konsul Nils Persson som vice ordförande. Istället för att, som ursprungligen var tänk, endast omfatta skånska företag och hantverksrörelser kom utställningen att utökas för att inkludera även sådana i Blekinge och Halland. Som utställningskommissarie anlitade man hovintendent Carl Bendix.
Utställningsområdet var beläget kring medeltidsborgen Kärnan och sträckte sig från de nyuppförda Terrasstrapporna i väster till Bergaliden i öster. På Olymiaområdet längre österut fanns även ett tivoli. Utställningen var mycket ambitiös och omfattade ett brett spektrum av olika industriella och hantverksmässiga verksamheter, bland annat metallindustri, varvsindustri, tekoindustri, kemisk-teknisk industri, elektroteknisk industri, slöjdalster, samt sport- och turistväsen. Förutom industri- och slöjdutställningarna visades även två fristående specialutställningar. Den ena var en konstutställning, som tillkom på initiativ från Sommelius, och den andra en trädgårdsutställning. I samband med utställningen byggdes flera tillfälliga träbyggnader, till största delen ritade av arkitekten Alfred Hellerström, medan konstutställningshallen ritades av Ola Anderson. Terrasstrapporna, som stod klara i tid till utställningen, ritades av arkitekt Gustaf Améen och förband utställningen ovanpå landborgen med den centrala staden nedanför med sin hiss och sitt trappsystem. I tid till utställningen färdigställdes även Helsingborgs stads spårvägar.